# Idioma uru
El uru o uruquilla es una lengua indígena de la etnia de los uru, antiguos habitantes de las islas del lago Titicaca y las orillas del río Desaguadero. A la lengua hablada por los urus de Irohito (Bolivia), hoy en peligro serio de extinción, se le denomina también uchumataqu (Hannss, 79:2009). Esta lengua estaría fuertemente relacionada con el chipaya, con el cual conforman la familia de lenguas uru-chipaya (Velasco Rojas, 2010).

## Situación actual
El uru ha sido reemplazado, principalmente, por el aimara y el castellano. En el año 2000, quedaban tan solo dos hablantes nativos, de un grupo étnico de entre cien y ciento cincuenta personas de la Provincia de Ingaví (La Paz, Bolivia),en el año 2019 el instituto técnico de la lengua uru-chipaya calculó la recuperación de la lengua puesto que entre el 200 y 3000 urus de Bolivia hubo una gran mejoría de los hablantes del idioma uru, Según Hannss (79:2009), los urus de esta región, más específicamente de la comunidad de Irohito, experimentaron un desarrollo político y social positivo a partir de la década de 1990, lo que resultó en la fundación de la Nación Originaria Uru (NOU) en 2001. Esta organización está conformada por los chipaya, los murato del Lago Poopó, los urus de Irohito, los urus de las islas flotantes de la bahía de Puno (Perú), los habitantes de San Juan de Coripata (departamento de Carangas) y los isluga en el norte de Chile. A pesar de este desarrollo, como señala Hannss, los urus de Irohito experimentan un fenómeno, muy común también en otras comunidades: la migración de la gente joven hacia la ciudad o hacia países vecinos en busca de trabajo.

## Aspectos históricos
Los urus de Irohito, comunidad fundada en un momento en que gran parte de los urus ya se había vuelto aimara, a raíz de las políticas empleadas primero por el gobierno incaico y posteriormente por los españoles, se han caracterizado por tener una economía basada en la caza de aves acuáticas y la pesca (Hannss, 2009: 79). Sin embargo, esta actividad siempre ha sido motivo de desprecio de otros grupos indígenas y de los colonizadores españoles. Su forma de vida drásticamente afectada por una sequía extrema en la década de los 40 que no sólo hizo que los urus abandonaran su economía tradicional sino también significó un grave descenso de los hablantes del uchumataqu (o uru), como lengua de uso diario en la comunidad.
Tras la incorporación del idioma uru-chipaya como uno de los idiomas oficiales del estado boliviano,se han dado algunas acciones por parte de la Organización de la Nación Uru (ONU) y otros organismos con el fin de preservar esta lengua,por ejemplo la implementación del decreto constitucional que establece "en cada región o departamento en el saber de las naciones originarias se debe implementar el uso de la lengua originaria de la región" por el cual se implementó el uso de la lengua como motivo del aprendizaje estudiantil,otras acciones fue la creación de una aplicación con motivo de aprendizaje de las lenguas indígenas de Bolivia en la cual se encruenta el Aimara,Quechua,Mojeño y Uru de las 3.180 personas que,en el censo del 2012, se autodenominaron pertenecientes a la cultura Uru, el instituto técnico de la cultura Uru-chipaya en oruro una gran cantidad tiene, gracias a las medidas tomadas, un conocimiento básico del idioma uru.

## Clasificación
El uchumataqu (uru) pertenece, junto con el chipaya, a la familia uru-chipaya, la que, según Hannss (2009), puede ser mejor considerada como una familia lingüística aislada del altiplano boliviano.

## Esbozo gramatical

### Fonología
Hannss (2009:87) propone el siguiente esquema de consonantes para el uchumataqu:
|                        | Bilabiales | Bilabiales | Dentales | Dentales | Alveolares | Alveolares | Prepalatal | Prepalatal | Palatales | Palatales | Velares | Velares | Uvulares | Uvulares | Glotal | Glotal |
| Oclusivas              | p          |            |          |          | t          |            |            |            |           |           | k       |         | q        |          |        |        |
| Aspiradas              | ph         |            |          |          | th         |            |            |            |           |           | kh      |         | qh       |          |        |        |
| Glotalizadas           | p´         |            |          |          | t´         |            |            |            |           |           | k´      |         | q´       |          |        |        |
| Labializadas           |            |            |          |          | tw         |            |            |            |           |           | kw      |         |          |          |        |        |
| Dentalizadas           |            |            |          |          |            |            |            |            |           |           | tk      |         |          |          |        |        |
| Nasales                |            | m          |          |          |            | n          |            |            |           | ɲ         |         |         |          |          |        |        |
| Vibrante               |            |            |          |          | r          |            |            |            |           |           |         |         |          |          |        |        |
| Fricativas             |            |            |          |          | s          |            |            |            |           |           | x       |         |          |          |        | h      |
| Africadas              |            |            | ts       |          |            |            |            |            | č         |           |         |         |          |          |        |        |
| Glotalizadas           |            |            | ts´      |          |            |            |            |            | č´        |           |         |         |          |          |        |        |
| Aproximantes laterales |            |            |          |          |            | l          |            |            |           | ʎ         |         |         |          |          |        |        |
| Semivocales            |            | w          |          |          |            |            |            | y          |           |           |         |         |          |          |        |        |

La autora propone, además, el siguiente esquema de vocales:
|              | Anteriores           | Anteriores | Posteriores          | Posteriores |
|              | Alargamiento mediano | Larga      | Alargamiento mediano | Larga       |
| Altas        | i                    | i:         | u                    | u:          |
| Altas-medias | e                    | e:         | o                    | o:          |
| Bajas        | a                    | a:         |                      |             |

### Léxico y clases de palabras
En cuanto al léxico y las clases de palabras en kallawaya, se puede señalar lo siguiente (Hannss, 2009:90-93):
- Sobre la base de criterios morfosintácticas, se pueden distinguir tres tipos de palabras en uchumataqu: los sustantivos, p.ej. lu:si 'tarro', kuyla 'casa', los adjetivos, p.ej. čo:k 'grande', čuni 'bueno', y los verbos, p.ej. ok- 'ir', čis- 'hablar'.
- Los sustantivos, cuya función típica es la de ser núcleo de una frase sustantiva, pueden funcionar también como predicados, en cuyo caso no se requiere de ninguna marca especial o marcador copulativo, como se observa en (1):

| (1) | pastu-čay                                             | ni-ki       |
|     | planta.medicinal-DCL                                  | aquella-TOP |
|     | ‘Aquella es una planta medicinal.’ (Vellard 1951: 22) |             |

- Los adjetivos en uchumataqu forman una clase de palabra separada abierta y su función principal es la de modificar a los sustantivos, como en (2). Sin embargo, los adjetivos pueden aparecer también en función predicativa, como en (3) en cuyo caso son marcados por el predicador -kasi, el uso del cual está restringido sólo a adjetivos.

| (2) | čuni                            | soni-naka |
|     | bueno                           | hombre-PL |
|     | ‘buen hombre’ (Uhle 1894: 28.2) |           |

| (3) | utča-kasi-čay                   |
|     | pequeño-PRED-DCL                |
|     | 'es pequeño'(Vellard 1949: 152) |

- Dentro de la clase de adjetivos, se distinguen cuatro categorías que se caracterizan por su acción modificadora: los adjetivos que funcionan también como adverbios de modo, grado y modificación, como qhi:pi 'rápido' en (4), los adjetivos de estados adjetivales marcados por -tni o su alomorfo -tin como en (5), los cuantificadores, como yuki 'mucho, muchos' en (6), y los numerales (1 ši, 2 piske, 3 čep, 4 pácpic, 5 paanucu, 6 pacchui, 7 tohoro, 8 cohonco, 9 sankau, 10 kalo) que son obligatoriamente inflexionados con el marcador nominal posesivo -či 'tener', como se observa en (7).

| (4) | qhi:pi                          | oqlay-a |
|     | rápido                          | ir-IMP  |
|     | ‘¡Ve rápido!’ (Uhle 1894: 98.1) |         |

| (5) | ana                                                         | matni  | tukun wawa |
|     | NEG                                                         | fértil | mujer      |
|     | ‘una mujer no fértil; una mujer estéril’ (Métraux 1935: 90) |        |            |

| (6) | yuk[i]                                              | q’a:   |
|     | mucho                                               | dinero |
|     | ‘mucho dinero; un montón de dinero’ (Uhle 1894: 29) |        |

| (7) | čhep                                | kalo | čep-či-či    |
|     | tres                                | diez | tres-POS-POS |
|     | ‘treinta y tres’ (Vellard 1951: 18) |      |              |

- En cuanto a los verbos, se distinguen diferentes clases semánticas, como p.ej.: verbos de movimiento, ej. čis- 'venir', verbos de acción, ej. tax- 'dormir', verbos de cognición, ej. sis- 'conocer', verbos de acción-proceso, ej. kona- 'matar', verbos factivos, ej. pa- 'hacer', y verbos de habla, ej. pek- 'preguntar'. Los verbos, que se caracterizan por funcionar prototípicamente como predicados, pueden cumplir también la función de argumento. Por ejemplo, en (8) el verbo sisa 'conocer' funciona como objeto de la cláusula.

| (8) | sisa                                | pek-u-čay    |
|     | conocer                             | desear-1-DCL |
|     | ‘Deseo conocer.’ (Vellard 1967: 19) |              |

### Morfología
En cuanto a los rasgos que caracterizan la morfología del uchumataqu, se puede señalar lo siguiente (Hannss, 2009: 94-104):
- En primer lugar se debe mencionar que el uchumataqu es una lengua aglutinante, sin embargo su sistema pronominal es aislante y su sistema de marcación de tiempo es fusional.
- En cuanto a la morfología nominal, se observan los siguientes sufijos nominales: el terminativo -kama en (9), el posesivo -či en (10), el benefactivo -taki en (11), el purposivo -xapa en (12), el comitativo-instrumental -stani en (13), y los marcadores plurales -naka y -wiči en (14a) y (14b).

| (9) | čuluras-kama                                               | sel-aki-čay | am-ki     |
|     | cuando-TER                                                 | ser-FUT-DCL | usted-TOP |
|     | ‘¿Hasta cuándo estará usted (pescando)?’ (Uhle 1894: 68.2) |             |           |

| (10) | wir-ki                                        | pataki | wat[a]-či-čay |
|      | yo-TOP                                        | cien   | año-POS-DCL   |
|      | ‘Tengo cien años de edad’. (Métraux 1935: 91) |        |               |

| (11) | thune-s                                                                   | tek-čay    | wakpača | suni-taki |
|      | sol-CL.3                                                                  | entrar-DCL | todo    | gente-BEN |
|      | ‘El sol entra / se levanta para toda la gente.’ (Inda & Muysken 2005: 73) |            |         |           |

| (12) | haske-l | ox-čay | ma:-ki    | kona  | tuki  | ana | kun-s-xapa         | piči  | katan-s-xapa      |
|      | lejos-¿? | ir-DCL | madre-TOP | secar | antes | NEG | recordar-NMLA-PURP | pecho | olvidar-NMLA-PURP |
|      | ‘La madre se aleja antes de secarse, para que [el niño] no recuerde el pecho [= ser amamantado], para olvidarlo.’ (Vellard 1967: 18) |        |           |       |       |     |                    |       |                   |

| (13) | am-tani                                     | ok-[s]i | pek-u-čay    |
|      | tú-COM                                      | ir-NMLA | desear-1-DCL |
|      | ‘Deseo ir contigo […].’ (Métraux 1935: 110) |         |              |

| (14a) | čuni                                         | suni-naka-čay |
|       | bueno                                        | hombre-PL-DCL |
|       | ‘(Ellos son) buenos hombres’ (Uhle 1894: 66) |               |

| (14b) | wir-i-l-i                              | ni-wiči-tani   | oka-s-u(-čay) |
|       | yo-VC-CL.1-VC                          | él/ella-PL-COM | ir-S-PAS1-DCL |
|       | ‘Yo fui con ellos.’ (Métraux 1935: 90) |                |               |

- El uchumataqu presenta cinco grupos de pronombres: personales (ver cuadro 3), posesivos, p.ej. wist 'mi' y nis 'su (de él/de ella), demostrativos, p.ej. ti ‘esto’ y ni ‘aquello’, interrogativos, p.ej. čulu ‘¿qué? ¿cómo?’ y kasu ‘¿cuántos?’, e indefinidos, p.ej. čulu 'algo' y či 'uno'.

| wir     | 'yo'              |
| am      | 'tú'              |
| ni      | ‘él, ella, ello’  |
| ninaka  | ‘ellos’           |
| učumi   | ‘nosotros (incl)’ |
| wisnaka | ‘nosotros (excl)’ |
| amčuka  | ‘ustedes (todos)’ |

- El uchumataqu presenta cuatro posposiciones: huntani ‘sobre, arriba’ en (15), kesu ‘cerca de’ en (16), mora ‘medio’ en (17) y kos 'dentro' en (18).

| (15) | wes                                                  | huntani-čay      | potsi    |
|      | potsi                                                | sobre;arriba-DCL | cuchillo |
|      | ‘El cuchillo está sobre la frazada.’ (Uhle 1894: 64) |                  |          |

| (16) | kesu-kači-čay                  |
|      | cerca.de-PRED-DCL              |
|      | ‘Es cerca.’ (Vellard 1951: 14) |

| (17) | ti                                                                                       | tapa     | ču[ki]   | xin-kin[a] | ya-ki     | maska-ki[na] | mora  |
|      | esta                                                                                     | pimienta | nosotros | caldo-DIR  | poner-TOP | olla-DIR     | medio |
|      | ‘Pongamos esta pimienta en el caldo, dentro de la olla en el medio.’ (Métraux 1935: 101) |          |          |            |           |              |       |

| (18) | wir-i-l                                             | kui[a] | kos-ta      | ikan-s-n-a-čay          |
|      | yo-VC-CL.1                                          | casa   | dentro-LOC2 | permanecer-S-O2-FUT-DCL |
|      | ‘Permaneceré dentro de la casa.’ (Vellard 1967: 30) |        |             |                         |

- En cuanto a la negación en uchumataqu, la partícula ana es usada para negar cláusulas enteras, como se observa en (19), así como cualquier clase de palabras.

| (19) | ana                                                                  | kwasi | tun-n-aki-čay    | tiks-n-aki-čay   |
|      | NEG                                                                  | agua  | venir-O2-FUT-DCL | morir-O2-FUT-DCL |
|      | ‘No vendrá agua [= lluvia], nosotros moriremos.’ (Vellard 1949: 152) |       |                  |                  |

- En cuanto a la morfología verbal, el uchumataqu tiene un sistema de tiempo futuro/no futuro, aunque hay marcadores para los tiempos pasado, presente y futuro. Cabe resaltar que, excepto por la marca de primera persona singular en los tiempos presente y futuro, el sistema no cumple la función de marcación personal. La referencia a la persona es expresada por los pronombres, como en (20) o inferida del contexto.

| (20) | čul[u]                                               | am-ta  | tkris-in-ki         |
|      | qué                                                  | tú-INT | trabajo-PAS.HAB-TOP |
|      | ‘¿En qué trabajas tú [usualmente]? (Vellard 1967: 6) |        |                     |

- El uchumataqu presenta, además, tres sufijos de aspecto: el resultativo -t, ‘volver’ ke- y ‘sin meta’ -lay, y tres categorías diferentes de modo: declarativo, interrogativo e imperativo.

### Sintaxis
En cuanto a la sintaxis del uchumataqu, se puede mencionar lo siguiente (Hannss, 2009:104-111):
- El orden de palabras básico del uchumataqu es SOV. Por lo general, un objeto indirecto precede el objeto directo, como se observa en (21):

| (21) | wir-i-l                                                                          | tu:s-wintani | tek’kus | na-čay    |
|      | yo-VC-CL                                                                         | balsa-dentro | palo    | poner-DCL |
|      | ‘Yo pongo el palo [para empujar la balsa] dentro de la balsa’ (Vellard 1967: 28) |              |         |           |

- El uchumataqu presenta dos series de elemento clíticos: los clíticos clausales, que consisten en el declarativo -čay, el marcador de tópico -ki, y el afirmativo -pini, y los clíticos personales, que son -l '1.ª', -m '2.ª' y -s '3.ª'. Estos últimos son usados principalmente para enfatizar el sujeto de la cláusula principal. En cuanto al declarativo -čay, su función básica es la de marcar una afirmación y ocurre en todas las cláusulas excepto en las interrogativas e imperativas. Las funciones principales del marcador de tópico -ki son la marcación de información topical, el establecimiento del tópico, y la marcación de verbos hortativos. Por último, en cuanto al afirmativo o certitudinal -pini, su significado depende de la clase de palabras a la que está anexado, fluctuando desde puramente afirmativo hasta un grado creciente (de afirmación).
- Las cláusulas imperativas en uchumataqu se caracterizan por presentar un marcador verbal específico y por la falta de un marcador declarativo -čay, como se observa en (22). En cuanto a las cláusulas interrogativas, estás pueden ser preguntas de información, en cuyo caso se hace uso de un pronombre interrogativo y, aunque opcionalmente, del marcador de pregunta -ta y el marcador de tópico interrogativo -xwi, como se observa en (23); o también pueden ser preguntas sí/no, que tienden a presentar un orden de palabras OSV, como se observa en (24):

| (22) | lul-a                        |
|      | comer-IMP                    |
|      | ‘¡Come!’ (Métraux 1935: 100) |

| (23) | hekis-kistana                                | kuya-xwi     |
|      | quién-ABL                                    | casa-TOP.INT |
|      | ‘¿De quién es esta casa?’ (Vellard 1951: 34) |              |

| (24) | kwasi                                                 | lik   | kun | pek    |
|      | agua                                                  | beber | tú  | desear |
|      | ‘¿Deseas tú beber [algo de] agua?’ (Vellard 1967: 11) |       |     |        |

- El uchumataqu presenta cinco tipos diferentes de cláusulas predicativas no verbales: las cláusulas ecuativas, existenciales, locativas, posesivas y atributivas. En (25), se presenta un ejemplo de cláusula predicativa no-verbal locativa.

| (25) | kotat-ksi                                   | tusa-naka-ki |
|      | lago-LOC1                                   | balsa-PL-TOP |
|      | ‘En el lago hay balsas.’ (Métraux 1935: 99) |              |

- Por último, el uchumataqu presenta diferentes tipos de cláusulas complejas, para expresar relaciones de tipo adverbial (p.ej. cláusulas condicionales y cláusulas de propósito) y de complementación. Los verbos en cláusulas complejas están despojados de los marcadores regulares de tiempo, aspecto y modo. En su lugar, pueden ser marcados por morfemas especiales que están restringidos a estos verbos y que no ocurren en los verbos de las cláusulas principales. En (26), por ejemplo, se hace uso del marcador de gerundio -ku en la cláusula subordinada para marcar simultaneidad de eventos.

| (26) | kauani-ku                            | oč-u-čay       |
|      | girar-SUB                            | cansarse-1-DCL |
|      | ‘Girando, me canso.’ (Uhle 1894: 94) |                |

## Enlace
- Lengua Uru-Chipaya Alain Fabre 2005
- Reconstrucción del Proto-Uru, fonología Rodolfo Cerrón-Palomino
- Uchumataqu, research in progress on the Bolivian Altiplano Muysken, P.
- Verbs in Uchumataqu (enlace roto disponible en Internet Archive; véase el historial, la primera versión y la última). Muysken, P.

- Uchumataqu (enlace roto disponible en Internet Archive; véase el historial, la primera versión y la última). Velasco Rojas, P.
- Lenguas de Bolivia (Universidad Radboud de Nimega)  Archivado el 12 de noviembre de 2018 en Wayback Machine.
- Proyecto Idiomas en peligro de extinción - Uru

- Datos: Q2992892